# 木幡和枝
木幡 和枝（こばた かずえ、1946年7月26日 - 2019年4月15日）は、日本の芸術評論家、アートプロデューサー、翻訳家。東京藝術大学美術学部先端芸術表現科名誉教授。新潟市民芸術文化会館アドバイザリー・プロデューサー。舞踊資源研究所管理責任者。

## 人物・来歴
東京都生まれ。1965年、雙葉高等学校卒業。1969年、上智大学文学部新聞学科卒業。
同年から1973年まで、TBSブリタニカの編集者で、百科事典「世界子ども百科」編集長。工作舎＋フォーラム・インターナショナルの編集者も務めた。後に、1978年に独立。
1970年代より美術、音楽、ダンスのプロデューサー。1981年、東京都中野区にある地下の先駆的パフォーマンススペースplan-Bの設立メンバー、実行委員。1982年、山崎春美の「自殺未遂ギグ」をプロデュース。1988年、野外アートイベントの先駆けにもなるアートキャンプ白州、後名称を変更したダンス白州の事務局長。NY“P.S.1”の客員学芸員。
2000年、東京藝術大学美術学部教授に就任。2003年、「愛・地球博」のアドバイザリー・プロデューサーに就任。2014年、東京藝術大学名誉教授。
2019年4月15日、上部消化器の出血多量のため東京都内の自宅で死去。72歳没。

## 著書

### 共著
- 『声と身体の場所』（岩波書店、21世紀文学の創造6） 2002
- 『先端芸術宣言!』（東京芸術大学先端芸術表現科編、岩波書店） 2003

### 共編
- 『スーパーレディ1009』（松本淑子共編、工作舎+フォーラムインターナショナル） 1977 - 1978

### 翻訳
- 『素粒子の宴』（南部陽一郎、H・D・ポリツァー、内田美恵,幾島幸子共編訳、工作舎） 1979
- 『女と男』（ニッキ・ジョヴァンニ、工作舎） 1980
- 『モナコ公国 グレース公妃の花の本』（グレース・ド・モナコ,グエン・ロビンズ、中央公論社） 1982
- 『生命潮流 来たるべきものの予感』（ライアル・ワトソン、村田恵子,中野恵津子共訳、工作舎） 1982
- 『風の博物誌』（ライアル・ワトソン、河出書房新社） 1985、のち河出文庫（上・下） 1996
- 『衣服の記号論』（アリソン・リュリー、文化出版局） 1987
- 『オキーフ画集「花」』（ニコラス・キャラウェイ編著、リブロポート） 1987
- 『イン・ザ・ウェスト オキーフ画集』（ドリス・ブライほか編、リブロポート） 1990
- 『オキーフ・ワンハンドレッド・フラワーズ』（ニコラス・キャラウェイ編著、リブロポート） 1990
- 『トーク・ノーマル』（ローリー・アンダーソン、ペヨトル工房） 1992
- 『地球が語る 「宇宙・人間・自然」論』（セオドア・ローザック、ダイヤモンド社） 1994
- 『コンセプチュアル・アート』（トニー・ゴドフリー、岩波書店、岩波世界の美術） 2001
- 『ローリー・アンダーソン時間の記録』（アルフレッド・バーンバウム,ドミニク・チェン共訳、NTT出版） 2005
- 『サウンドアート 音楽の向こう側、耳と目の間』（アラン・リクト、監訳、荏開津広,西原尚訳、フィルムアート社） 2010
- 『デレク・ベイリー インプロヴィゼーションの物語』（ベン・ワトソン、工作舎） 2014
- 『スーザン・ソンタグの『ローリング・ストーン』インタヴュー』（ジョナサン・コット、河出書房新社） 2016

### スーザン・ソンタグ
- 『この時代に想うテロへの眼差し』（スーザン・ソンタグ、NTT出版） 2002
- 『良心の領界』（スーザン・ソンタグ、NTT出版） 2004
- 『同じ時のなかで』（スーザン・ソンタグ、NTT出版） 2009
- 『私は生まれなおしている - 日記とノート 1947 - 1963』（ソンタグ、デイヴィッド・リーフ編、河出書房新社） 2010
- 『夢の賜物』（ソンタグ、河出書房新社） 2012
- 『こころは体につられて - 日記とノート 1964 - 1980』（ソンタグ、デイヴィッド・リーフ編、河出書房新社） 2013 - 2014
- 『イン・アメリカ』（スーザン・ソンタグ、河出書房新社） 2016